# Raúl Pozner
Raúl Ernesto Pozner (n. 1963) es un botánico argentino. Sus especialidades comprenden la embriología, anatomía, morfogénesis y taxonomía de Cucurbitaceae de la Argentina.

## Biografía
Fue becario del INTA,  "becario doctoral y "becario postdosctoral" del CONICET. Actualmente pertenece al Instituto Botánica Darwinion, como Investigador Principal del CONICET.
Ha sido profesor en la Universidad de San Andrés en Ecología y en Introducción al razonamiento científico, de 1998 a 2005 
- La abreviatura «Pozner» se emplea para indicar a Raúl Pozner como autoridad en la descripción y clasificación científica de los vegetales.[1]